# Liste des villages des Tokelau
Il n'y a pas de ville dans les Tokelau, seulement des villages dont voici la liste. Les villages et leurs atolls d'implantation se confondent.
| Village  | Population (recensement de 2006) | Atoll    |
| -------- | -------------------------------- | -------- |
| Atafu    | env. 500                         | Atafu    |
| Nukunonu | env. 420                         | Nukunonu |
| Fakaofo  | env. 310                         | Fakaofo  |
| Fale     | env. 120                         | Fakaofo  |